# Феофан (Леонтович-Дорумин)
Феофан Леонтович-Дорумин (или Леонтович; в миру Феодор; ок. 1722, Золотоноша, Переяславский полк Войска Запорожского — неизвестно, неизвестно) — настоятель Виленского Свято-Духова монастыря и педагог.

## Биография
Феодор Леонтович родился около 1722 года в казачьей семье в городе Золотоноше Золотоношской сотни (укр. Золотоніська сотня) Переяславского полка Войска Запорожского, ныне город Черкасской области, Украина. Отец — казак Переяславского полка Войска Запорожского. 
Учился в Киево-Могилянской академии, по окончании которой в 1743 году был назначен учителем немецкого языка в той же академии. О том, когда он принял монашество, точных сведений не найдено, но известно, что под реестром послушников Киево-Училищного Братского монастыря в 1749 году он подписался уже: «иеромонах Феофан духовник». В 1755 году Феофан был избран настоятелем Свято-Духова монастыря в Вильне (ныне Вильнюс) с подчинением ему в то же время и всех приписных к нему монастырей.

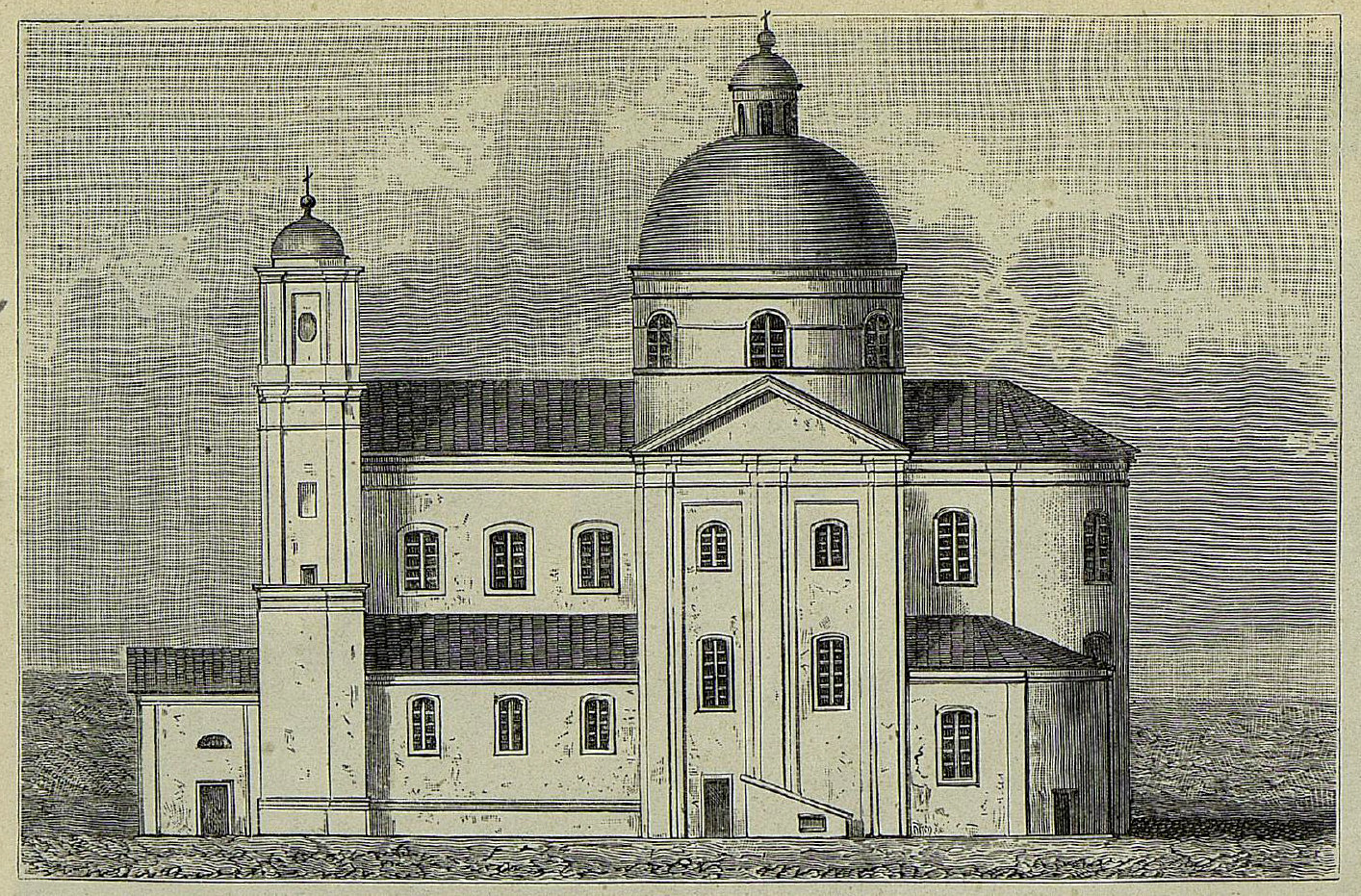
Свято-Духов монастырь (1898)
Соборная церковь Святого Духа

По жалобе светской и духовной католической власти, а равно и православного минского игумена Феофана Яворского, Феофан по определению Священного Синода 10 сентября 1757 года за «непристойные поступки» был отрешен от «старшинства виленского» с повелением ехать в город Киев. Но Феофан в феврале 1758 года самовольно, без паспорта, не сдав монастыря своему преемнику, уехал не в Киев, а в Варшаву и затем в Санкт-Петербург, чтобы оправдаться и доложить о «важном деле», касающемся православной церкви и русского государства. Но в Священном Синоде ему «не дозволено» было оправдаться, и сам он взят был «под крепкий караул»; не принято было и доношение его «в важных терминах», как принадлежащее до рассмотрения Коллегии иностранных дел, куда он и отослан был под караулом 15 июля 1758 года. 
Коллегия иностранных дел вскоре освободила его от синодального караула и отвела ему квартиру в целях получения от него объяснений по поводу его пространных представлений о «находящихся в Польше и Литве греко-российского закона людях». Феофан в своих объяснениях указывал на приниженное положение православных в Польше и в то же время предлагал и средство к устранению такой ненормальности. Но коллегия признала, что большинство рекомендуемых им мер «в действо произведены быть не могут»; согласившись лишь с тем, что в Польше «надобно учредить комиссара» по указу Петра Великого в 1722 году, а также «неизлишне было бы в запас сочинить на латинском или польском языке жалобу греко-российской в Польше церкви на римского папу и польские права», поручив составление её Феофану. Он пробыл в Санкт-Петербурге около девяти месяцев и указом Священного Синода от 29 января 1759 года отпущен был в Киев после ответа Коллегии иностранных дел, что «до него в коллегии больше никакой потребности нет». 
В середине июня 1759 года он исполнил поручение коллегии иностранных дел и Священного Синода и составил вышеупомянутую «Жалобу» на латинском языке под заглавием: «Plangor orthodoxae Graeco Ruthenae in Polonia ecclesiae adversus impiam episcopi Romani eiusque cleri pietatem et adversus iniquam Polonorum aequitatem, delatus apud sacrosanctam Rossiaci imperii Synodum, in sede Russorum Petropoli, anno Domini 1759». Киевский митрополит Арсений (Могилянский), которому этот труд подан был на одобрение, дал такой о нем отзыв: «Это ваше сочинение не годится; первее потому, что сделано кратко (5 листов, или 20 страниц); другое потому, что в деле защищения греко-российской нашей в Польше церкви надлежит нам, в силу указа Священного Синода, поступать с римским папой весьма политично, а с польским министерством умеренными средствами».
В 1761 году Феофан по поводу производившегося над ним следствия в Киевской консистории по жалобе многих лиц написал «Нелицезрительное приуготовление», самое резкое из объяснений его, дерзновенно порицающее, как говорится в синодальном определении, Священный Синод и «прочие главные команды», а особенно петербургского архиепископа Сильвестра, касающееся и других «до него не принадлежащих окрестностей, с употреблением притом весьма бранных речей». В нем Феофан Леонтович-Дорумин говорит, что «Всероссийского государства верховные пастыри о нас, овцах своих, долгое время в Польше горестно погибающих, ни малейшего радения и попечения не имеют, что Священный Синод не только нас не защищает, но и сам еще врагам нашим, римлянам да униатам, нас же, свою паству, гонить и озлоблять и разорять крепко пособляет»; равным образом и «иностранная коллегия поступает одной битой дорогой, т. е. умеренными средствами, которыми, уже защищая нас 70 лет, ни одного благочестивого монастыря или церкви либо церковного добра привратить нам не могла, да и впредь никогда не может».
24 августа 1762 года Феофан Леонтович отпущен был из Киева в Москву на два месяца «ради исправления его нужд». В Синоде ему позволено было сделать представление о своих нуждах, но запрещено являться ко двору Её Императорского Величества Елизаветы Петровны и утруждать кого-либо из министерства или придворных. В октябре Феофан просил Священный Синод дать делу его конечное решение. 25 октября того же 1762 года он обратился к графу Алексею Петровичу Бестужеву-Рюмину с просьбой дать возможность ему окончить «труд о защищении греко-российского нашего в польском государстве закона». 11 ноября подал прошение графу Алексею Григорьевичу Орлову о поднесении государыне «дела великоважного, к государственному интересу касающегося»; при этом представлены были написанные им: «Челобитная Ее Императорскому Величеству» на 5-ти листах, на запрос иностранной коллегии и «Ответ о тиранстве римского папы». 8 ноября монах Феофан представил «Мнение римского папы и всех его кардиналов и тайных советников, по случаю войны, между всеми католического закона государями возгоревшейся, в 1735 году сочиненное, нелестным представлением и искренно отеческим увещанием названное и ко всем в Европе католическим государям тайно разосланное, с кабинета же французского короля чрез некоторого секретаря, потаенного гугенота, открытое, а от иеромонаха Феофана Леонтовича примечаниями, из политической истории собранными, удостоверенное» (на семи больших листах, на немецком языке). 
24 ноября и 6 декабря им же поданы были действительному статскому советнику Ивану Перфильичу Елагину два «Ответа на Всевысочайший запрос, какая политическая польза может последовать Российскому нашему государству по случаю защищения греко-российских наших в польском государстве исповедников», на 7 листах, 7 пунктов и заключение. На вышеупомянутые октябрьские доношения Феофана Леонтовича в Синод ответ последовал лишь 20 декабря 1752 года, когда определено «вину его (разумеется дерзость в „Нелицезрительном приуготовлении“), в силу милосердного указа Ее Императорского Величества от 22 сентября, отпустить; обязать подпиской, чтоб впредь таковых дерзновенных поступков оказывать отнюдь не дерзал; в прочем надлежащее следствие учинить киевскому митрополиту, для чего дать ему паспорт для проезда в Киев, и если он надлежащее покаяние приносит и там незазорное житие и обращение оказать имеет, то и о определении к пристойному месту оставляется на рассмотрение того же епархиального архиерея». 
Однако такой указ не был послан, и Феофан Леонтович в Киев не отправился по следующей причине: он понял так, что «никакого милосердия от святейших пастырей ему не оказано, но сделано жестокое определение отправить его с бесчестием в Киев и наказать, а дело его, которое он к знатной церковной и политической Российского государства пользе семь лет представлял, вовсе уничтожить и бросить». И вот 23 декабря он посылает графу А. П. Бестужеву-Рюмину челобитье, в котором жестокое отношение к себе всероссийских правительствующих пастырей объясняет тем, что в своем деле он 

«дерзновенно представил и явственно показал их в нужных к церковному правительству делах неискусство, в пастырской должности неисправность, о церкви Христовой нерадение, высокомонарших грамот и именных указов презрение, по приватным пустошам и страстям общеполезных церковных и политических интересов нарушение, а в судебных определениях неправосудие, не только законам, но и самому природному рассуждению противное. Это делают, продолжает он, не все св. Синода члены, ибо одни из них (преосвященные Крутицкий да Псковский) за правду стоят, другие (Новгородский, Рязанский да Тверской) на правду восстают, а третьи (прочие все) до объявления преосвященным Димитрием своего мнения между правдой и неправдой неутралитет держат, а по объявлении, мнению и воле его преосвященства без всякого основания за страх последуют. И для чего в Синоде за красным сукном сидят, пусть сами скажут? Преосвящ. Димитрий, дабы неутралистов в больший еще страх привесть, и князя обер-прокурора на свою сторону склонил; и когда в Синоде преосвященный Димитрий начнет, аки лев, рыкать, то бедные неутралисты, оставя закон Божий и государев, Димитриевых словес трепещут и ему во всех его мнениях раболепствуют... Не желая, неугасимому пламени Димитриевой ярости в жертву себя предать, принужден буду все бумаги сжечь, а сам за рубеж отлучиться».

Челобитье это было послано графом Бестужевым-Рюминым при письме к Её Величеству 29 декабря, а 30 графское письмо прислано обратно с собственноручной Её Императоского Величества пометой: «оному монаху отсюда не отлучаться, но дожидаться нашей резолюции». Такой именной Её Императоского Величества Указ, по приказу Бестужева-Рюмина, синодальный обер-секретарь С. Писарев объявил синодальным членам и обер-прокурору. 13 января 1763 года Феофан Леонтович призван был в Синод, и тот же обер-секретарь сказал ему, что Св. Синод «указует вам никуда без ведома Синода не отлучаться». 
20 января Феофан Леонтович опять подал Бестужеву-Рюмину челобитье; в нем он «благодарит» за оставление в Москве, просит сюда же вытребовать из Киева его дело и разобрать оправдательные ответы его при полном собрании членов Священный Синода, «в присутствии какого судии, от Её Императоского Величества нарочно к тому определенного»; уверенный, что «очистится и паче снега убелится», желает оправдания самого дела, а не милости личного прощения. 28 апреля он представил Священному Синоду свои «оправдательные ответы», ибо нельзя же «судить человека, прежде не выслушав его». В этот же день объявлено было (действительным статским советником Тепловым) повеление Её Императоского Величества рассмотреть его челобитные в комиссии о церковных имениях. Из опасения, чтобы он не сжег свои бумаги, 29 апреля они взяты были из его квартиры на Крутицком подворье в комиссию, а он сам помещен в синодальном доме под караул трех солдат. Воспользовавшись отлучкой двух караульных и сном третьего, Феофан 4 мая учинил побег, но через несколько дней был разыскан и помещен под крепкий караул в ставропигиальном Симоновом монастыре. С июня рассмотрение комиссией дела о нем продолжалось в Санкт-Петербурге. Комиссия эта, естественно, обратила внимание на то, что среди бумаг его оказались копия с доношения ростовского архиерея Арсения Мацеевича 6 марта 1763 года об архиерейских и монастырских вотчинах, копия с инструкции, данной этой же комиссии, и копия с челобитной московского митрополита Макария и всего духовного чина к царю Иоанну Васильевичу о церковных вольностях и о неотнимании движимых и недвижимых церковных имений

### Ссылка
В 1764 году окончилось рассмотрение дела о Феофане Леонтовиче-Дорумине, и Комиссия пришла к заключению, что 
«такого беспокойного человека, в предерзостных и бесстрашных поступках, в противность правил св. отец и государственных узаконений, явно оказавшегося и в силу последних жесточайшему истязанию подлежащего, следует отдалить в дальнее внутрь России место, откуда бы он к утечке за границу способа иметь не мог».

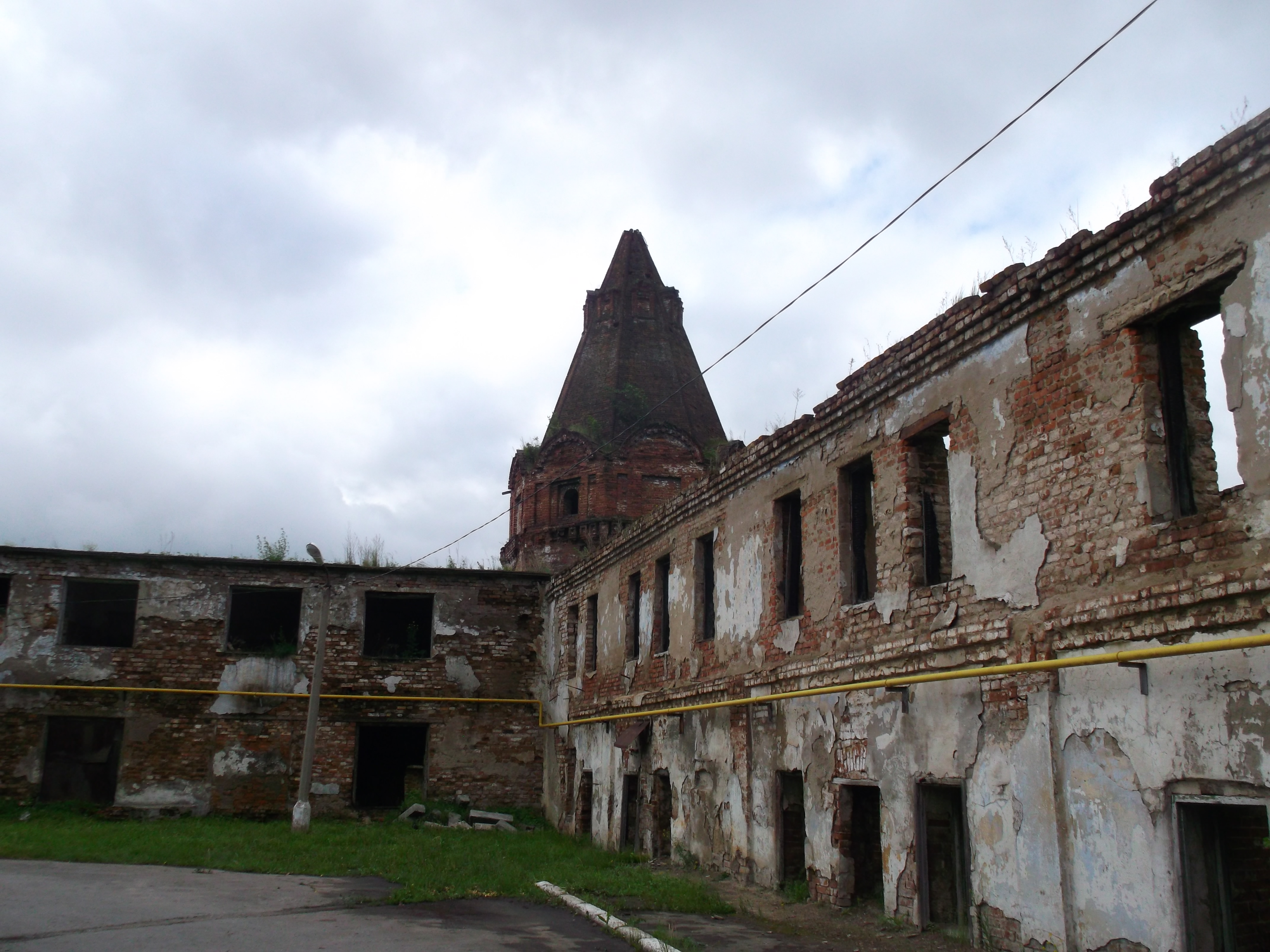
Далматовский монастырь

Сослали его в Далматов (Долматов) Успенский монастырь Тобольской епархии (ныне в городе Далматово Курганской области) с тем, чтобы включить его в штат этого монастыря, содержать под неослабным присмотром без священнослужения при одном простом монашестве, бумаги и чернил отнюдь не давать. В декабре Феофан Леонтович был отправлен из Москвы, а в феврале 1765 года привезен в Долматов монастырь. 
В следующем году тобольский митрополит Павел (Конюскевич) доносил Священному Синоду о «весьма великом церковном мятеже»: 23 июня Феофан Леонтович «пришел в церковь перед окончанием литургии, к коей он прежде никогда не бывал, пал на колени, во услышание всем в церкви людям читал» написанную им челобитную на имя императрицы о том, что он «имеет доносить о важных интересах» на архимандрита Далматова монастыря Иакинфа. 

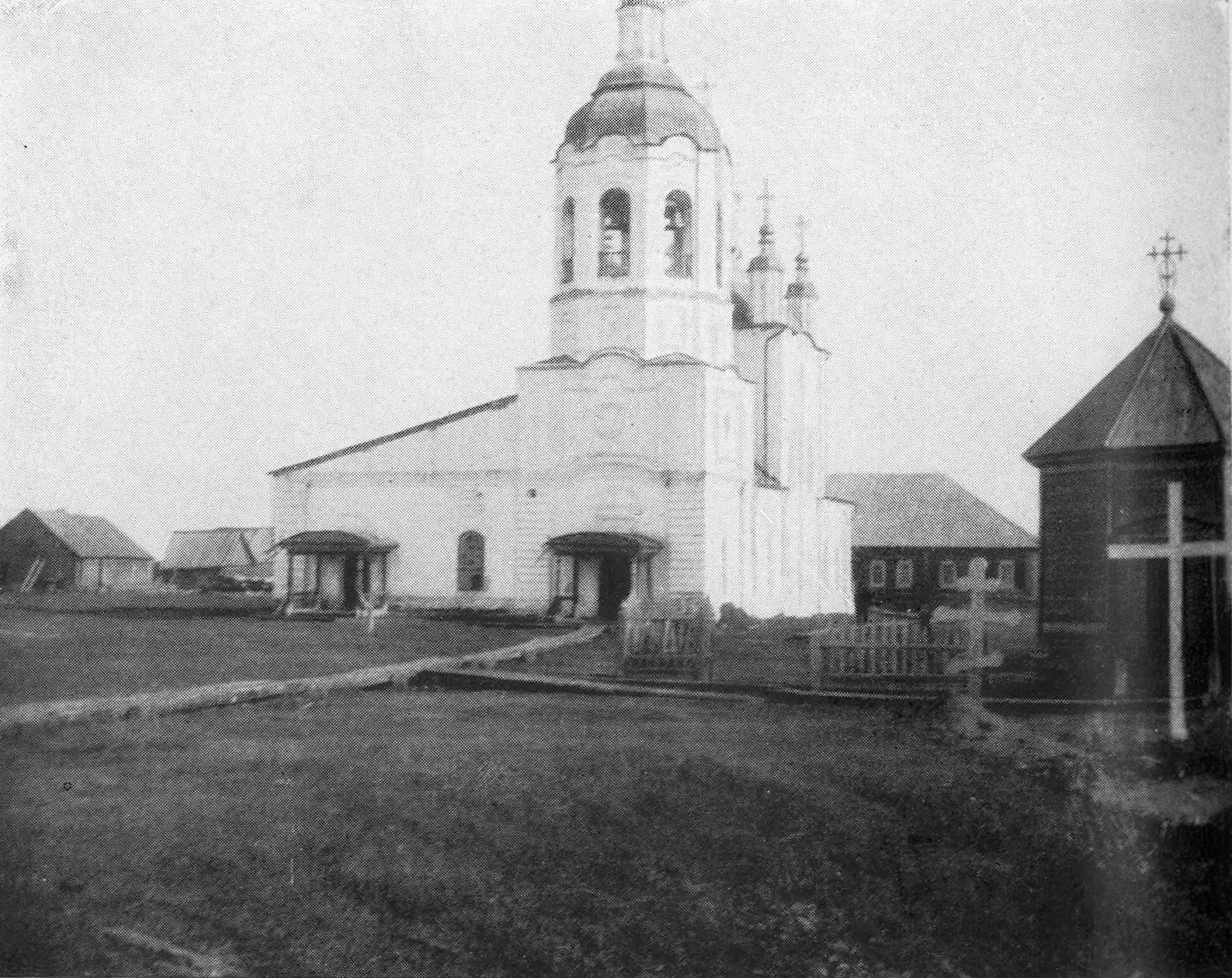
Туруханский монастырь, 1913.
Снимок Ф. Нансена

Ввиду этих событий и из предупреждения возможного побега за границу Феофан Леонтович был послан в Туруханский Свято-Троицкий монастырь (ныне село Туруханск Красноярского края), «самый далечайший» монастырь той же епархии. Здесь он, войдя в согласие с некоторыми монахами, которые дали ему бумагу, перо и чернила, составил «ябедническое доношение», будто отпускаемая из Мангазейской воеводской канцелярии в жалованье в туруханский монастырь штатная сумма разделяется архимандритом Амвросием незаконно, и в то же время написал ложно в помянутую канцелярию «промеморию» от лица архимандрита о себе самом, что он не арестант секретный, что его нельзя ковать в железные кандалы и держать в секретной тюрьме под караулом; говорит, что мясо для монахов «безгрешная снедь», ибо и «от Бога посылалось враном мясо пророку Илии». Синодальным указом 20 декабря 1770 года велено было снять с Феофана камилавку и клобук впредь до исправления и объявить ему, что Священный Синод последнее к нему оказывает снисхождение. 
Указом Синода 12 марта 1780 года Феофан Леонтович был возвращен в Далматов монастырь. Ввиду благонравного его поведения возбуждено было ходатайство о возвращении ему монашества и разрешении священнослужения. В 1783 году последовал именной Ее Императорского Величества указ об увольнении из-под стражи иеромонаха Феофана и определении в монастырь по его желанию. Очевидно, после помилования в 1783 году Феофан Леонтович оставлен был в Тобольской епархии. 
Ещё в 1780 году, при проезде его из Туруханского в Далматов монастырь через город Енисейск, «лучшие граждане» Енисейска просили тобольского епископа Варлаама (Петрова) оставить его в Енисейском монастыре «для обучения их детей». В ноябре 1782 года Далматов монастырь, а в январе 1783 года тобольский епископ, ходатайствуя перед Священным Синодом о помиловании Феофана Леонтовича, выставляли и то соображение, что он будет «потребен тут для священнослужения» вследствие «недостатка» в епархии монашествующих. 
В 1786 году «учитель иеромонах Феофан Леонтович представил на пользу тобольской семинарии» такой свой труд: «Compendium historiae universalis, opera et studia… ex variis auctoribus collecta, dogmatibus ecclesiae orientalis conformiter adornata, ab opinionibus heterodoxis vindicata, in justum ordinem disposita, obscuris ac dubiis in locis illustrata»; там же он составил «Systema geographiae de natura et indole philosophiae». 
Где и когда угасла «беспокойная» жизнь Феофана Леонтовича-Дорумина — этого «горячего» человека из «наших россиян» (как он сам выражался), неизвестно.